# Мейшар
Мейшар (ивр. מֵישָׁר‎) — мошав в центральной части Израиля. Мошав расположен в долине Шфела, недалеко от Гедеры. Административно мошав относится к региональному совету Гдерот. В 2020 году население мошава составляло 795 человека.

## История
Мошав основан выходцами из Германии и Польши в 1950 году.
Сегодня большинство жителей находит средства к существованию за пределами мошава, а небольшая часть по-прежнему занимается сельским хозяйством, которое в основном включает сады и курятники.
Винодельня «Мейшар» по прежнему работает в мошаве. В мошаве также производят редкое оливковое масло с кислотностью всего 0,2 — «Иорданское масло».
В мошаве также расположен один из крупнейших в Израиле курятников, который принадлежит компании «Glicksman Egg Marketing», где содержится 260 тысяч кур. Рядом с курятником находится автоматический сортировочный комплекс для яиц.
Среди жителей поселка с 1989 года — поэт и писатель Зеев Смиланский, чья семья владеет винодельней «Мейшар».

## Население
По данным Центрального статистического бюро Израиля, население на начало 2020 года составляло 795 человек.